# 後志支庁
後志支庁（しりべししちょう）は、かつて北海道に存在した支庁のひとつ。支庁名は後志国に由来する。小樽市と19の町村を所管していた。支庁所在地は虻田郡倶知安町。2010年（平成22年）4月1日、後志総合振興局に改組。
衆議院議員総選挙の小選挙区は北海道第4区に属する。

## 歴史
- 1910年（明治43年）3月1日 - 小樽支庁、岩内支庁、寿都支庁と室蘭支庁虻田郡の真狩村と狩太村を統合し後志支庁を倶知安村に設置。
- 1948年（昭和23年）10月20日 - 地方自治法の施行に基づき支庁は都道府県が条例で任意に設置する総合出先機関となり、北海道支庁設置条例（昭和23年9月27日条例第44号）が施行される（条例で虻田郡（豊浦町及び洞爺湖町を除く）、余市郡、古平郡、積丹郡、古宇郡、岩内郡、磯谷郡、寿都郡、島牧郡を所轄区域、支庁の位置を虻田郡倶知安町と定める）[1]。
- 2008年（平成20年）6月28日 - 北海道議会において､14支庁を9地域に再編し、名称を支庁から地域振興局に改める旨の条例案が可決された｡
- 2009年（平成21年）3月31日 - 他の総合振興局への編入対象となった支庁の反発を受け、北海道議会で条例の改正案が可決。これに伴い、振興局は総合振興局と同等の扱い（地方自治法上の支庁）へ改められると共に広域で所管することが望ましい業務に関しては隣接する総合振興局の所掌事務とすることが出来るとされた。
- 2010年（平成22年）4月1日 - 後志支庁が廃止され、後志総合振興局が発足。

## 地理

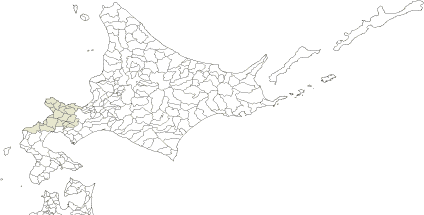
道内における後志支庁の位置

### 都市雇用圏（10% 通勤圏）の変遷
以下は、旧・後志支庁（しりべししちょう、現・後志総合振興局）管内における都市雇用圏（10% 通勤圏、中心都市の DID 人口が1万人以上）の変遷である。一般的な都市圏の定義については都市圏を参照のこと。なお、この表で倶知安町から下は胆振国である。
- 10% 通勤圏に入っていない自治体は、各統計年の欄で灰色かつ「-」で示す。

| 自治体 ('80) | 1980年                  | 1990年                  | 1995年                  | 2000年                  | 2005年                  | 2010年                  | 自治体 （現在） |
| ------------ | ----------------------- | ----------------------- | ----------------------- | ----------------------- | ----------------------- | ----------------------- | --------------- |
| 小樽市       | 札幌 都市圏             | 札幌 都市圏             | 札幌 都市圏             | 札幌 都市圏             | 札幌 都市圏             | 札幌 都市圏             | 小樽市          |
| 余市町       | 余市 都市圏 2万6632人   | 余市 都市圏 2万5266人   | 余市 都市圏 2万4485人   | 余市 都市圏 2万7796人   | 札幌 都市圏             | 札幌 都市圏             | 余市町          |
| 仁木町       | -                       | -                       | -                       | 余市 都市圏 2万7796人   | 札幌 都市圏             | 札幌 都市圏             | 仁木町          |
| 古平町       | -                       | -                       | -                       | -                       | -                       | -                       | 古平町          |
| 積丹町       | -                       | -                       | -                       | -                       | -                       | -                       | 積丹町          |
| 赤井川村     | -                       | -                       | -                       | -                       | -                       | -                       | 赤井川村        |
| 神恵内村     | -                       | -                       | 岩内 都市圏 2万8934人   | -                       | 岩内 都市圏 2万6360人   | -                       | 神恵内村        |
| 泊村         | 岩内 都市圏 3万3092人   | 岩内 都市圏 2万9439人   | 岩内 都市圏 2万8934人   | 岩内 都市圏 2万6015人   | 岩内 都市圏 2万6360人   | 岩内 都市圏 2万2762人   | 泊村            |
| 岩内町       | 岩内 都市圏 3万3092人   | 岩内 都市圏 2万9439人   | 岩内 都市圏 2万8934人   | 岩内 都市圏 2万6015人   | 岩内 都市圏 2万6360人   | 岩内 都市圏 2万2762人   | 岩内町          |
| 共和町       | 岩内 都市圏 3万3092人   | 岩内 都市圏 2万9439人   | 岩内 都市圏 2万8934人   | 岩内 都市圏 2万6015人   | 岩内 都市圏 2万6360人   | 岩内 都市圏 2万2762人   | 共和町          |
| 蘭越町       | -                       | -                       | -                       | -                       | -                       | -                       | 蘭越町          |
| 黒松内町     | -                       | -                       | -                       | -                       | -                       | -                       | 黒松内町        |
| 寿都町       | -                       | -                       | -                       | -                       | -                       | -                       | 寿都町          |
| 島牧村       | -                       | -                       | -                       | -                       | -                       | -                       | 島牧村          |
| 倶知安町     | 倶知安 都市圏 1万8893人 | 倶知安 都市圏 1万8023人 | 倶知安 都市圏 1万7078人 | 倶知安 都市圏 1万6184人 | 倶知安 都市圏 2万0845人 | 倶知安 都市圏 2万0391人 | 倶知安町        |
| ニセコ町     | -                       | -                       | -                       | -                       | 倶知安 都市圏 2万0845人 | 倶知安 都市圏 2万0391人 | ニセコ町        |
| 京極町       | -                       | -                       | -                       | -                       | -                       | -                       | 京極町          |
| 喜茂別町     | -                       | -                       | -                       | -                       | -                       | -                       | 喜茂別町        |
| 留寿都村     | -                       | -                       | -                       | -                       | -                       | -                       | 留寿都村        |
| 真狩村       | -                       | -                       | -                       | -                       | -                       | -                       | 真狩村          |

## 地域
後志国
- 小樽市（銭函4・5丁目相当区域は石狩国）
- 島牧郡：島牧村
- 寿都郡：寿都町 - 黒松内町
- 磯谷郡：蘭越町
- 岩内郡：共和町 - 岩内町
- 古宇郡：泊村 - 神恵内村
- 積丹郡：積丹町
- 古平郡：古平町
- 余市郡：仁木町 - 余市町 - 赤井川村

胆振国

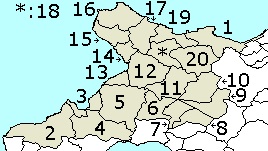
後志支庁の自治体
1.小樽市2. 島牧村3. 寿都町4. 黒松内町5. 蘭越町6. ニセコ町7. 真狩村8. 留寿都村9. 喜茂別町10. 京極町11. 倶知安町12. 共和町13. 岩内町14. 泊村15. 神恵内村16. 積丹町17. 古平町18. 仁木町19. 余市町20. 赤井川村

- 虻田郡：倶知安町 - ニセコ町 - 真狩村 - 留寿都村 - 喜茂別町 - 京極町